# Drapeau national

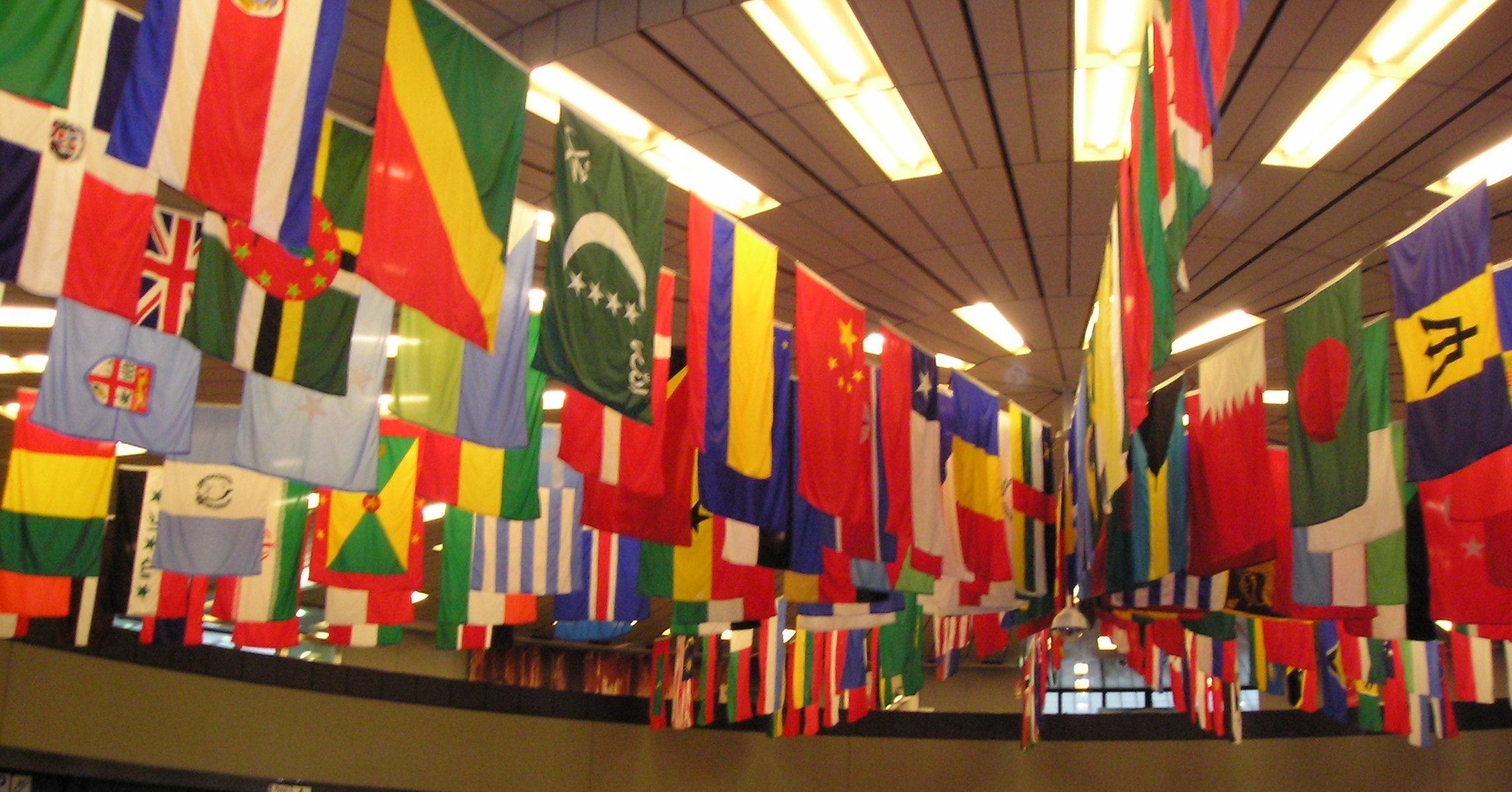
Drapeaux nationaux au quartier général des Nations unies à Vienne (Vienna International Centre).

Un drapeau national est un drapeau qui représente un pays ou une nation. Le gouvernement arbore le drapeau, mais il peut être aussi arboré par les citoyens du pays.
Les bâtiments publics ou privés comme les écoles et les palais de justice arborent le drapeau national. Dans certains pays, les drapeaux nationaux sont arborés uniquement certains jours sur les bâtiments non-militaires, ou mis en berne sur tous les édifices en cas de deuil national.